# عصيا
عصيا أو آصيا، هي قرية لبنانية من قرى قضاء البترون في محافظة الشمال.

## الموقع
تقع بلدة آصيا في قضاء البترون من محافظة الشمال، تبعد نحو 63 كلم عن العاصمة بيروت، ترتفع 850 م عن سطح البحر ، وتمتد على مساحة 975 هكتار.
عرفت آصيا بالصناعة اليدوية للأواني الفخارية وذلك بسبب تربتها الصالحة لصناعة الفخار، لكن هذه الصناعة تراجعت في أيامنا هذه.

## السكان
يقدر عدد السكان المسجلين في البلدة بنحو 1،350 نسمة موزعين على 200 مسكن. اما عدد المقيمين منهم بصورة دائمة فلا يتجاوز الـ 500 نسمة. وينتمي معظم سكان البلدة إلى الطائفة المارونية (92%) وأقلية أرثوذكسية (4%) ومسيحيي مختلف (4%).

## الاماكن الدينية والاثرية
في البلدة عدد من الآثار من اهمها نواويس صخرية، وبقايا هيكل روماني واربعة كنائس مارونية هي:
- كنيسة مار جرجس
- كنيسة مار سابا
- كنيسة مار توما
- كنيسة سيدة قاسا

## الحياة الاقتصادية
ترتكز الحياة الاقتصادية على الزراعة خصوصاً الزيتون والكرمة، بالإضافة إلى الوظائف في القطاعين العام والخاص التي تشكل مصدر رزق للعديد من سكان آصيا؛ كما تتوفر في البلدة 17 مؤسسة تجارية.